# Jiří Vrdlovec
Jiří Vrdlovec, född den 29 juni 1956 i Prag, Tjeckien, är en tjeckoslovakisk kanotist.
Han tog bland annat VM-guld i C-1 10000 meter i samband med sprintvärldsmästerskapen i kanotsport 1985 i Mechelen.